# Pa Cheo
Pa Cheo là một xã thuộc huyện Bát Xát, tỉnh Lào Cai, Việt Nam. Với địa hình núi non hiểm trở, xã Pa Cheo có diện tích khoảng 108,98 km², dân số hiện tại là 2.534 người. Hiện tại xã vẫn đang còn vô cùng khó khăn về kinh tế và vật chất, cũng như các cơ sở hạ tầng.

## Địa lý
Xã Pa Cheo nằm ở phía nam của huyện Bát Xát, cách huyện lỵ khoảng 40 km về phía tây, cách trung tâm cụm xã Bản Xèo 11 km, có vị trí địa lý:
- Phía đông giáp xã Bản Qua và xã Phìn Ngan
- Phía nam giáp thị xã Sa Pa
- Phía tây giáp xã Nậm Pung và xã Bản Xèo
- Phía bắc giáp xã Bản Xèo và xã Mường Vi.

### Địa hình
Xã Pa Cheo có địa hình phức tạp, bị chia cắt bởi các dãy núi cao.

## Hành chính
Xã Pa Cheo được chia thành 7 thôn bản.